# Северные фризы
Северные фризы (нем. Nordfriesen; дат. Nordfrisere; с.-фриз. Nuurdfresen) — население района Северная Фрисландия, входящий в состав земли Германии Шлезвиг-Гольштейн. В более узком смысле, термином «северные фризы» также обозначают этническую подгруппу фризов, населяющих регион Северная Фризия, который охватывает преимущественно побережье Северного моря Германии и острове Гельголанд.
Зона расселения северных фризов охватывает территорию западного побережья Шлезвиг-Гольштейна и простирается от немецко-датской границы на севере до города Бредштедт в округе Северная Фрисландия, служащий самой южной точкой этой зоны. Область распространения северофризского языка также включает в себя прибрежные острова Зильт, Фёр, Амрум и Гельголанд и ряд небольших островов Халлигена.
Северные фризы всё ещё продолжают в некоторой степени говорить на различных диалектах севернофризского языка, входящего в группу англо-фризских языков. Этот язык находится под особой защитой со стороны государства, согласно конституции земли Шлезвиг-Гольштейн и Закону о фризском языке (нем. Friesisch-Gesetz; с.-фриз. Friisk Gesäts) или «Фризскому закону».
Около 800 года фризы мигрировали на территорию, впоследствии получившую название Утланд в герцогстве Шлезвиг. Первоначально они заселили только прибрежные острова, но во время второй волны иммиграции (около 1100 года) также обосновались и на прилегающей прибрежной полосе суши между реками Эйдер и Вида (немецкий: Видау) на германо-датской границе.
Флаг с золотой, красной и синей горизонтальными полосами, наряду с гербом Северной Фризии, получили официальный статус согласно всё тому же Закону о фризском языке. При этом флаг и герб северных фризов не совпадают с флагом и гербом немецкого района Северная Фрисландия.